# Peristylus lombokensis
Peristylus lombokensis är en orkidéart som beskrevs av Johannes Jacobus Smith. Peristylus lombokensis ingår i släktet Peristylus och familjen orkidéer. Inga underarter finns listade i Catalogue of Life.